# Imre Steindl
Pour les articles homonymes, voir Steindl.
Imre Steindl, né le 29 octobre 1839 à Pest et décédé le 31 aout 1902 à Budapest, était un architecte néogothique hongrois.

## Biographie
Il fut diplômé de l'École technique József aujourd'hui Université polytechnique et économique de Budapest et de l'Académie des beaux-arts de Vienne. Il fut professeur à l'université polytechnique et économique de Budapest à partir de 1869 et membre de l'Académie hongroise des sciences en 1898.

## Œuvres
On lui doit la rénovation de nombreux monuments comme l'église des franciscains de Szeged 1878 - 1880, l'église gothique de Mariasdorf, la Cathédrale Sainte-Élisabeth de Košice, l'église Saint Égide de Bardejov (1878 - 1899). 
Ses plus belles œuvres furent l'église Sainte-Élisabeth de Budapest et le parlement néogothique de Budapest.